# Дело Амакасу
Дело Амакасу (яп. 甘粕事件 Амакасу дзикэн) — убийство японского анархиста Сакаэ Осуги и его семьи лейтенантом кэмпэйтая (военной полиции) Масахико Амакасу. Убийство произошло 16 сентября 1923 года, сразу после Великого землетрясения Канто. Опасаясь, что анархисты воспользуются катастрофой с целью свержения правительства, отряд полицейских под командованием Амакасу арестовал анархиста Осуги, его сожительницу и партнёршу по революционной деятельности Ноэ Ито, а также шестилетнего племянника Осуги по имени Мунэкадзу Татибана. Арестованные анархисты и ребёнок были забиты до смерти, а их тела сбросили в колодец. 

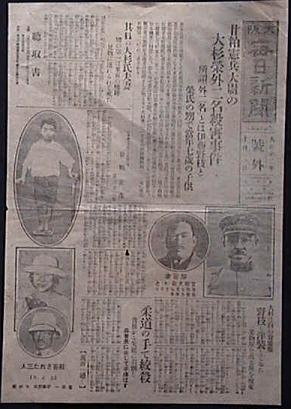
Страница из газеты Майнити симбун 1923 года, описывающая убийство Осуги и Ито

Убийство известных анархистов вместе с маленьким ребёнком вызвало удивление и негодование по всей Японии. Амакасу был осуждён трибуналом на 10 лет тюрьмы, но всего через 3 года вышел из тюрьмы, попав под амнистию в честь восшествия на трон императора Хирохито.

## В кино
В 1969 году режиссёр Ёсисигэ Ёсида снял фильм «Эрос + убийство», основной сюжетной линией которого является рассказ об этом инциденте.